# Philometra
Philometra Costa, 1845 è un genere di nematodi appartenenti alla famiglia Philometridae, parassiti dei pesci ossei.

## Tassonomia
Le specie accertate sono:
- Philometra gerrei Moravec & Manoharan, 2013
- Philometra globiceps (Rudolphi, 1819)
- Philometra lagocephali Moravec & Justine, 2008
- Philometra onchorhynchi Kuitinen-Ekbaum, 1933
- Philometra otolithi Moravec & Manoharan, 2013
- Philometra ovata (Zeder, 1803)
- Philometra priacanthi Moravec & Justine, 2009
- Philometra rischta Skrjabin, 1917
- Philometra rubra (Leidy, 1856)
- Philometra saltatrix Ramachandran, 1973
- Philometra sanguinea (Rudolphi, 1819)
- Philometra scombresoxis Nikolaeva & Naidenova, 1964
- Philometra sphyraenae Moravec & Manoharan, 2013
- Philometra tauridica Ivashkin, Naidenova, Kovaleva & Khromova, 1971
- Philometra translucida Walton, 1927